# Stăpân pe situație
Stăpân pe situație (atunci grafiat Stăpîn pe situație, în engleză The Ambushers) este o comedie de aventuri și spionaj americană din 1967, cu Dean Martin în rolul lui Matt Helm⁠(d), împreună cu Senta Berger și Janice Rule. Este al treilea dintre cele patru filme din seria Matt Helm și se inspiră foarte puțin din romanul cu același nume din 1963 al lui Donald Hamilton, precum și din romanul The Menacers (1968) al aceluiași autor, care avea ca subiect apariția unor OZN-uri deasupra Mexicului. Atunci când o farfurie zburătoare construită de guvern este deturnată în timpul zborului de către Jose Ortega, conducătorul exilat al unei națiuni inamice, agentul secret Matt Helm și fostul pilot al navei Sheila Sommers sunt trimiși să o recupereze.

## Distribuție
| Actor            | Rol                |
| ---------------- | ------------------ |
| Dean Martin      | Matt Helm⁠(d)       |
| Senta Berger     | Francesca Madeiros |
| Janice Rule⁠(d)   | Sheila Sommers     |
| James Gregory⁠(d) | MacDonald          |
| Albert Salmi⁠(d)  | Jose Ortega        |
| Kurt Kasznar⁠(d)  | Quintana           |
| Beverly Adams⁠(d) | Lovey Kravezit     |
| John Brascia⁠(d)  | Rocco              |

## Producție
Filmul a fost cunoscut inițial ca The Devastators.

## Recepție

### Box office
Filmul a obținut câștiguri la box office de 4,7 milioane de dolari în Statele Unite ale Americii și Canada de la o valoare brută estimată de 10 milioane de dolari.